# Festenburger Stollen
Der Festenburger Stollen oder auch Tiefe Festenburger Stollen war ein Wasserlösungsstollen zum natürlichen Abfluss des Grubenwassers der Bergwerke auf dem Bockswieser Gangzug (früher auch Bockswiese-Festenburg-Schulenberger Gangzug) im Bereich Festenburg-Schulenberg.
Das Mundloch lag im Grubenfeld St. Urban in Oberschulenberg, nordwestlich des Oberschulenberger Zechenhauses.

## Geschichte und Technik
Der Festenburger Stollen wurde in der Betriebszeit der Grube Unvergängliche Gabe Gottes und Reiche Gesellschaft am Schulenberge in deren Feld sampt dem Erbstolln ab 1559 aufgefahren. Die Vortriebsarbeiten gingen im schneidigem Gestein für damalige Verhältnisse zügig voran. Am Ende der ersten Bergbauperiode in Schulenberg-Festenburg nach 1591 waren bereits 875 Meter fertiggestellt. Das Stollenort wurde 65 Meter westlich der Grube Weißer Schwan gestundet. 
Nach der Wiederaufnahme des Bergbaus im Festenburger Revier (1666) wurde der Stollen 1710 neu belegt und eine Verlängerung auf eine Gesamtlänge von 3600 Metern bis in das Gebiet von Hahnenklee-Bockswiese erwogen. Dort hätte er im Schacht Herzog Anton Ulrich eine Teufe von 74 Metern eingebracht und dort zur Lösung der Wasserhaltungsprobleme beigetragen. Die Arbeiten kamen jedoch bereits 200 Meter hinter der Grube Weißer Schwan aus nicht überlieferten Gründen zum Erliegen. Letztendlich wurde der Festenburger Stollen durch den 60 Meter tiefer liegenden Tiefen Schulenberger Stollen Lage enterbt, der nach 1730 ebenfalls die Schächte der Grube Weißer Schwan erreichte. In Bockswiese konnte eine nachhaltige Wasserlösung erst mit Vollendung des Lautenthaler Hoffnungsstollens Lage im Jahre 1799 erreicht werden. Bis dahin kam es immer wieder zu längeren Unterbrechungen des dortigen Bergbaus.
Mit der Einstellung des Bergbaus in Festenburg und Schulenberg nach 1800 ist der Festenburger Stollen verfallen.

### Übersicht der Schächte, Stollen und Tagesöffnungen
Nicht aufgezählt sind hier die Schächte der Gruben auf dem Festenburger Erzmittel, die mit dem Stollen verbunden waren.
| Name          | Größte Teufe | Länge        | Beginn | Ende | Geographische Lage           | Anmerkungen |
| ------------- | ------------ | ------------ | ------ | ---- | ---------------------------- | ----------- |
| Mundloch      |              | rund 1.100 m |        | 1805 | 51° 49′ 56″ N, 10° 23′ 48″ O |             |
| Lichtloch I   |              |              |        |      | 51° 49′ 59″ N, 10° 23′ 44″ O |             |
| Lichtloch II  |              |              |        |      | 51° 50′ 0″ N, 10° 23′ 37″ O  |             |
| Lichtloch III |              |              |        |      | 51° 50′ 1″ N, 10° 23′ 33″ O  |             |
| Lichtloch IV  |              |              |        |      | 51° 50′ 1″ N, 10° 23′ 26″ O  |             |

## Heutiger Zustand (2011)
Das Mundloch ist verschüttet und nicht mehr auffindbar. Im Verlauf des Stollens sind die ehemaligen Lichtlöcher noch als Pingen zu erkennen.